# Ophiopus
Ophiopus is een geslacht van slangsterren uit de familie Ophiactidae.

## Soorten
- Ophiopus arcticus Ljungman, 1867